# 戴維斯號驅逐艦 (DD-65)
戴維斯號驅逐艦（舷號DD-65）是一艘隸屬於美國海軍的驅逐艦，為桑普森級驅逐艦的三號艦。她是美軍第二艘以戴維斯為名的軍艦，以紀念美國內戰時期的海軍軍官查理斯·戴維斯（Charles Henry Davis）。
戴維斯號在1915年於巴斯鋼鐵廠開始建造，在1916年下水服役，其時第一次世界大戰已經爆發。接著戴維斯號主要留在大西洋訓練及作中立巡航。美國參戰後，戴維斯號被派往法國及愛爾蘭海域，掩護協約國船隻。戰後戴維斯號留在加勒比海巡航，在1922年退役。1926年戴維斯號轉交美國海岸防衛隊，負責截查酒精走私，在1930年重返海軍。1936年戴維斯號除籍，在1939年按倫敦海軍條約出售拆解。